# Грижиці (Нижньосілезьке воєводство)
Грижиці (пол. Gryżyce, нім. Krischütz) — село в Польщі, у гміні Вінсько Воловського повіту Нижньосілезького воєводства.
Населення — 102 особи (2011).
У 1975-1998 роках село належало до Вроцлавського воєводства.

## Демографія
Демографічна структура станом на 31 березня 2011 року:
|          | Загалом | Допрацездатний вік | Працездатний вік | Постпрацездатний вік |
| -------- | ------- | ------------------ | ---------------- | -------------------- |
| Чоловіки | 55      | 11                 | 39               | 5                    |
| Жінки    | 47      | 13                 | 24               | 10                   |
| Разом    | 102     | 24                 | 63               | 15                   |